# Symphonie no 3 de Lutosławski
Pour les articles homonymes, voir Symphonie no 3.
La Symphonie no 3 de Witold Lutosławski, écrite entre 1974 et 1983 (un temps de gestation exceptionnellement long) représente à la fois l'apogée de son écriture instrumentale à grande échelle et la charnière entre les deux dernières phases créatives de sa vie : la phase aléatoire pure d'une part (entamée en 1961 par Jeux vénitiens et culminant en 1976 dans Mi-parti) et celle, plus synthétique et mélodique, qui donnera naissance notamment à l'extraordinaire Concerto pour piano de 1988.  La Troisième Symphonie poursuit en effet les expérimentations structurelles de la révolutionnaire Seconde Symphonie de 1967, tout en dévoluant au caractère aléatoire un rôle plus contrôlé et en allant nettement plus loin dans la brillance sonore et la science de l'exploitation des timbres, ainsi que dans ce que l'on peut appeler un lyrisme de la férocité, déjà présent dans le magistral Concerto pour violoncelle de 1969-70.

## Historique
L'œuvre a été commandée par l'Orchestre symphonique de Chicago. Elle a été créée le 29 septembre 1983 par l'Orchestre symphonique de Chicago sous la direction de Georg Solti, qui en sont les dédicataires. La symphonie est éditée chez Chester Music.
Cette symphonie a été récompensée en 1985 par le premier Grawemeyer Award attribué pour la composition d'une œuvre musicale.

## Structure
Ainsi qu'il l'avait fait dans la deuxième symphonie, Lutosławski divise sa composition en deux mouvements de caractère complémentaire, précédés par une courte introduction et suivis d’un épilogue et d’une coda. Le premier mouvement est « hésitant » et le second « direct », le premier préparant le second en répandant un climat d'inquiétude et d'interrogation, mais aussi d'attente enfiévrée, auquel le second, plus long et plus volumineux (au sens auditif), apporte ensuite la résolution. L'œuvre, écrite en un temps d'incertitude, d'espoir, d'attente et d'angoisse pour la Pologne elle-même, possède à la fois une nervosité et une autorité de caractère qui font penser aux ultimes symphonies de Karl Amadeus Hartmann.
Titres des parties :
- Introduction ;
- Premier mouvement ;
- Deuxième mouvement ;
- Épilogue ;
- Coda.

Durée : environ 30 minutes

## Orchestration
| Instrumentation de la troisième symphonie                                      |
| Cordes                                                                         |
| premiers violons, seconds violons, altos, violoncelles, contrebasses, 2 harpes |
| Bois                                                                           |
| 3 flûtes, 3 hautbois, 3 clarinettes, 3 bassons                                 |
| Cuivres                                                                        |
| 4 cors, 4 trompettes, 4 trombones, 1 tuba                                      |
| Percussions                                                                    |
| timbales, 3 percussionnistes                                                   |
| Claviers                                                                       |
| 2 pianos, 1 célesta                                                            |

## Discographie sélective
- Lutosławski dirigeant l'Orchestre philharmonique de Berlin (couplé à Les Espaces du sommeil)
- Lutosławski dirigeant l'Orchestre symphonique national de la radio polonaise (couplé au Concerto pour piano)
- Esa-Pekka Salonen dirigeant l'Orchestre philharmonique de Los Angeles (couplé à la Quatrième symphonie et à Les Espaces du sommeil)